# Al-Khaburah Club
El Al-Khaburah Club (en árabe: نادي الخابورة الرياضي‎) es un equipo de fútbol de Omán que juega en la Liga Profesional de Omán, la primera categoría nacional.

## Historia
Fue fundado el 30 de mayo de 1972 en la ciudad de Sohar como un club multideportivo con secciones en hockey sobre hierba, baloncesto, voleibol, balonmano, bádminton y squash, pero su sección más reconocida es la de fútbol.
Han tenido mayor éxito en las categorías menores donde han sido campeones nacionales a nivel juvenil y en categoría infantil han sido campeones árabes.

## Uniforme
Usualmente su uniforme es completamente amarillo pero en algunas ocasiones lo contrapone combinando el diseño con verde o negro.

## Logros
- Primera División de Omán: 1

2013/14